# Com peix a l'aigua
Com peix a l'aigua (títol original: Shooting Fish) és una pel·lícula britànica de Stefan Schwartz de l'any 1997. Ha estat doblada al català.

## Argument
Jez, de 26 anys, anglès, orfe, és un enginy de la tecnologia i de la física, però rebutjat pel món del treball per les seves dificultats en comunicar-se amb el món exterior.
Dylan, de 26 anys, estatunidenc, orfe, posseeix certs talents d'orador, però és rebutjat pel món del treball per la seva dislexia que l'impedeix llegir i escriure normalment.
Aquests dos joves han entès des de la seva infantesa que aquesta societat no els acceptarà mai. Però poc després de conèixer-se, igualment han entès que, gràcies als seus talents combinats, els quedava una sortida professional possible: les estafes. Dylan encanta els " coloms ", i Jez aporta el suport tècnic.
Per una de les seves estafes més grans, van reclutar Georgie, una secretària dactilogràfica qui podria ser-los molt útil.

## Distribució
- Stuart Townsend: Jez
- Dan Futterman: Dylan
- Kate Beckinsale: Georgie
- Nickolas Grace: M. Stratton-Luce
- Ralph Ineson: M. Ray
- Dominic Mafham: Roger
- Peter Capaldi

## Al voltant de la pel·lícula
- "Àgil comèdia, cinema vitalista, personatges ben definits, ironia. Intel·ligent reflexió sobre la cobdícia i la vanitat"[3]
- "No comença malament, però perd la seva gràcia conforme avança"[4]
- El film va ser rodat del 27 d'agost al 27 d'octubre de 1996 a Londres,[5] a Hertfordshire i en estudi a Surrey[6]